# Венское питьё
Венское питьё (также сложный настой сенны, лат. Infusum sennae compositum; aqua laxativa viennensis) — историческое слабительное. Состояло из смеси настоя сенны александрийской, сегнетовой соли и манны (сока маннового ясеня). Жидкость бурого цвета обладала быстрым действием, неприятным вкусом, не вызывала последующего запора, но была непригодна для лечения хронических запоров.
Средство известно по крайней мере с 1652 года, когда цирюльники Нового Амстердама (Нью-Йорка) жаловались губернатору Стёйвесанту на нелицензированных медиков, изготавливавших пилюли и венский напиток. По мнению историка Дж. Уилсона, в то время питьё состояло из смеси сенны, ревеня и портвейна. Применялось по крайней мере до середины XX века, согласно первому изданию «БСЭ» (1928), было «одним из самых распространённых слабительных средств».